# Strada statale 501 di Mongiana
La ex strada statale 501 di Mongiana (SS 501), ora strada provinciale 94 ex SS 501 Fabrizia-Mongiana (SP 94 ex SS 501) in Provincia di Vibo Valentia e strada provinciale 8 inn. SS 281 (Sant'Antonio) - Confine Provincia (Passo Croceferrata) (SP 8) in Provincia di Reggio Calabria, è una strada provinciale italiana il cui percorso si sviluppa in Calabria.

## Percorso
La strada ha inizio distaccandosi dalla strada statale 110 di Monte Cucco e Monte Pecoraro, raggiungendo in sequenza Mongiana, Fabrizia e salendo fino al passo di Croce Ferrata (1100 m s.l.m.) dove entra nella Provincia di Reggio Calabria.
L'arteria scende quindi verso Grotteria e prosegue oltre fino ad innestarsi al Bivio Catalisano sulla ex strada statale 281 del Passo di Limina ora SP 5 (Rosarno-Marina di Gioiosa Jonica).
In seguito al decreto legislativo n. 112 del 1998, dal 2002 la gestione è passata dall'ANAS alla Regione Calabria, che ha provveduto al trasferimento dell'infrastruttura al demanio della Provincia di Vibo Valentia e della Provincia di Reggio Calabria per le tratte territorialmente competenti.

## Galleria d'immagini

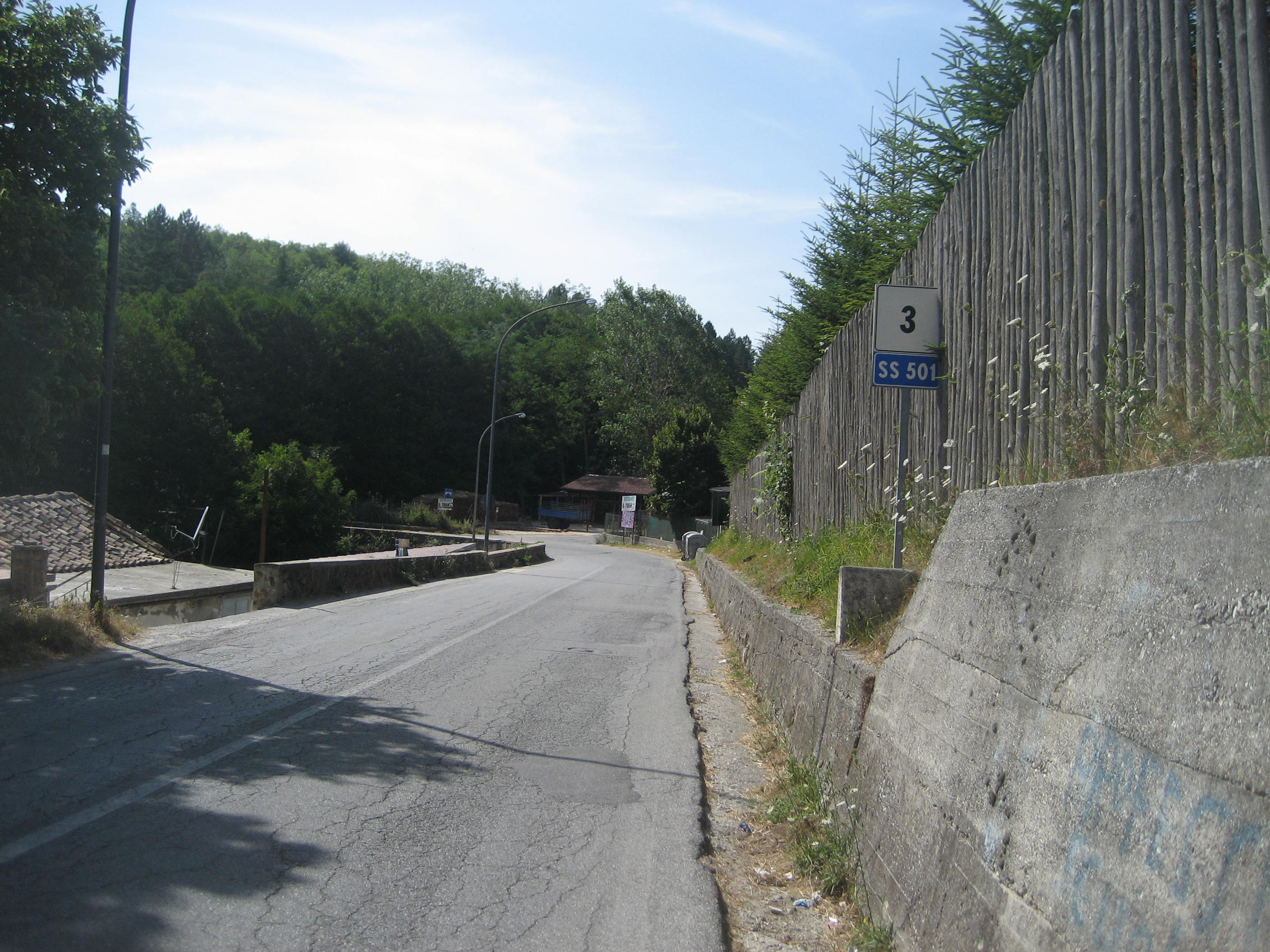
SS 501 nel tratto di Mongiana
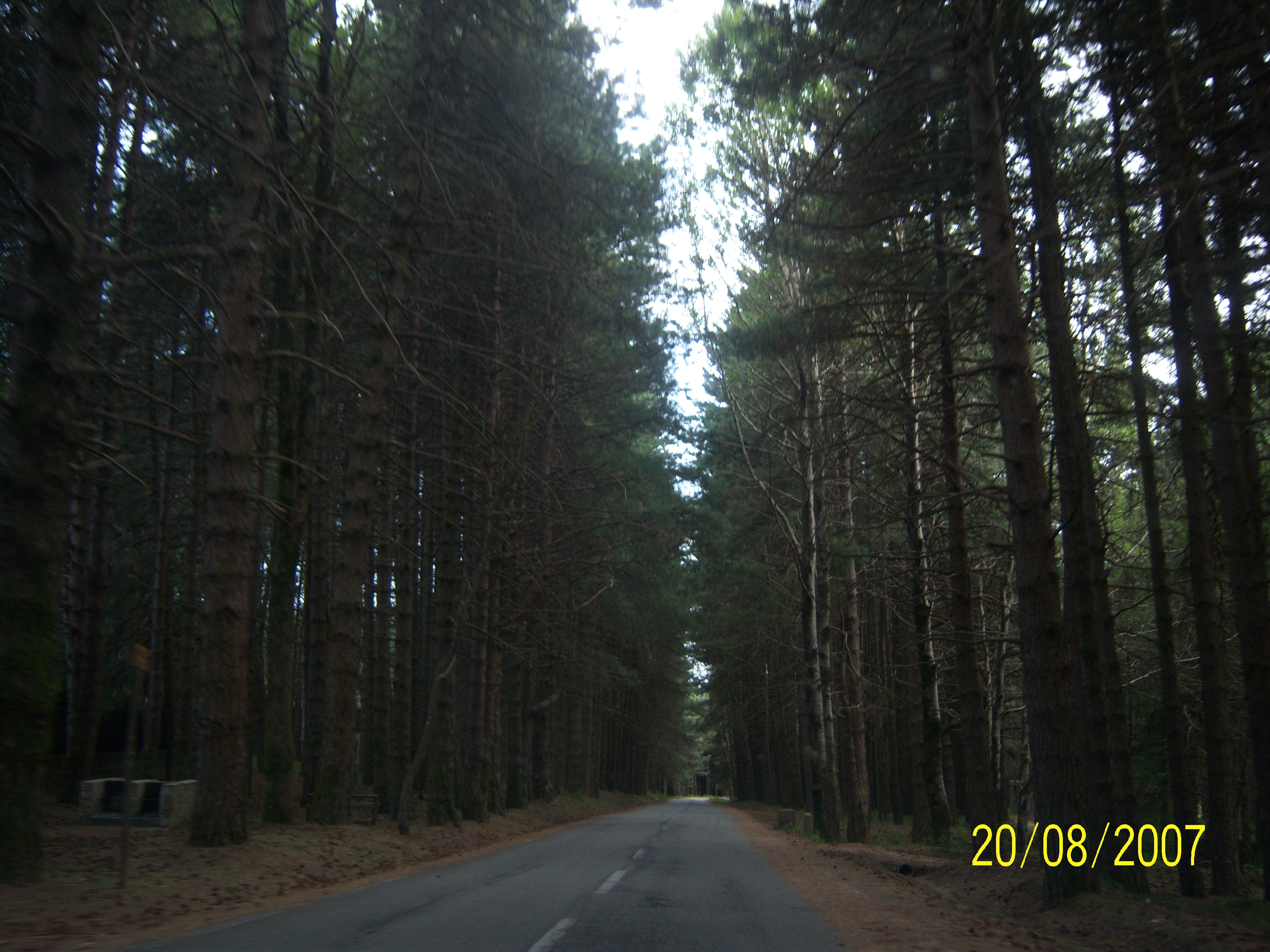
SS 501 nel tratto di Fabrizia